# ماجراهای کوئیک درا مک‌گرا
ماجراهای کوئیک درا مک‌گرا (انگلیسی: The Quick Draw McGraw Show) سومین محصولِ کارتونیِ هانا-باربرا بود که نقش‌های اصلی‌اش را یک اسب انسان‌واره کارتونی به نامِ کوئیک درا مک‌گرا و دستیار باوفایش بابا لویی (هر دو با صداپیشگی داز باتلر) به عهده داشتند.
کوئیک دِرا، یک کابویِ کلانتر بود که به‌همراه معاون و یارِ همیشگی‌اش «بابا لویی»، به مقابله با شخصیت‌های منفی داستان برمی‌خواست. وی در بعضی قسمت‌ها، لباسی همچون زورو می‌پوشید و هنگامِ حمله به شخصیت‌های منفی داستان، به تقلید از او، از طنابی آویزان شده و فریاد می‌زد «El Kabon» که در نسخهٔ فارسی دوبله شده بود: «کابونگت می‌کنم!».
صداپیشگیِ کوئیک درا مک‌گرا در نسخهٔ فارسی، توسطِ «صادق ماهرو» و صداپیشگیِ بابالویی توسط «جواد بازیاران» انجام شده بود.
مجموعهٔ کارتونی «ماجراهای کوئیک درا مک‌گرا» یکی از ۶ کارتونی بود که موفق شد در سال ۱۹۶۰ میلادی، برای نخستین بار در تاریخ جوایز امی، این جایزه را دریافت کند.